# 1049-1040 v.Chr.
De jaren 1049-1040 v.Chr. (van de christelijke jaartelling) zijn een decennium in de 11e eeuw v.Chr..

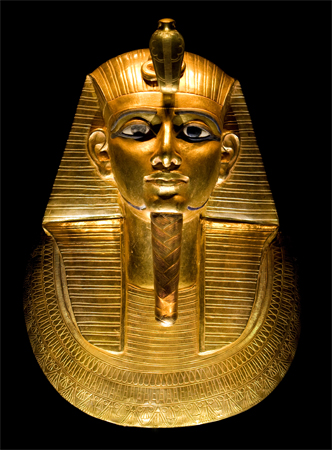
Farao Psusennes I (1040 - 994 v. Chr.)

## Gebeurtenissen

### Babylonië
- 1046 v.Chr. - Koning Marduk-zer (1046 - 1033 v. Chr.) regeert over de vazalstaat Babylon.

### Egypte
- 1044 v.Chr. - Koning Amenemnesoe (1044 - 1040 v. Chr.) de tweede farao van de 21e dynastie van Egypte.
- 1041 v.Chr. - Farao Amenemnesoe laat een aantal rebellen-leiders verbannen naar de Westelijke oase.
- Amenemnesoe wordt gedwongen door het orakel van Amon de rebellen gratie te verlenen.
- 1040 v.Chr. - Koning Psusennes I (1040 - 994 v. Chr.) de derde farao van Egypte (21e dynastie).
- Psusennes I regeert als farao over Neder-Egypte en bekleedt tevens het ambt van hogepriester.
- Psusennes I krijgt na zijn dood de bijnaam "zilveren farao" (sarcofaag bestaat uit massief zilver).
- Opper- en Neder-Egypte worden geregeerd door twee zoons van Pinodjem I.

<< · 1099-1090 · 1089-1080 · 1079-1070 · 1069-1060 · 1059-1050 · 1049-1040 · 1039-1030 · 1029-1020 · 1019-1010 · 1009-1000 · >>